# 冯梦雅
冯梦雅（1947年—），浙江宁波人，中国前女子乒乓球运动员、教练，全国劳动模范，全国三八红旗手，第八届全国人大代表。她曾与李莉搭档获得1965年世界乒乓球锦标赛女子双打季军。曾任浙江省乒乓球队教练员、湖北省体委副主任。